# Simon Pettersson
Simon Pettersson (né le 3 janvier 1994) est un athlète suédois, spécialiste du lancer de disque, vice-champion olympique en 2021 à Tokyo.

## Biographie
Il remporte le titre espoir de la Coupe d'Europe des lancers 2016 avec la marque de 60,28 m.
En 2017, il atteint la finale des championnats du monde de Londres, à l'issue de laquelle il termine à la 11e place.
Il se classe 9e des championnats du monde 2019 à Doha avec 63,72 m.
Aux Jeux olympiques de Tokyo de 2020, le Suédois monte sur son premier podium international en terminant deuxième du concours du disque avec un jet à 67,39 m. Il est seulement devancé par son compatriote Daniel Ståhl, auteur d'un lancer à 68,90 m.

## Palmarès
| Date | Compétition                        | Lieu    | Résultat | Marque  |
| ---- | ---------------------------------- | ------- | -------- | ------- |
| 2015 | Championnats d'Europe espoirs      | Tallinn | 5e       | 58,05 m |
| 2016 | Coupe d'Europe des lancers espoirs | Arad    | 1er      | 60,28 m |
| 2017 | Championnats du monde              | Londres | 11e      | 60,39 m |
| 2018 | Coupe d'Europe des lancers         | Leiria  | 2e       | 65,81 m |
| 2018 | Championnats d'Europe              | Berlin  | 4e       | 64,55 m |
| 2019 | Championnats du monde              | Doha    | 9e       | 63,72 m |
| 2021 | Jeux olympiques                    | Tokyo   | 2e       | 67,39 m |
| 2022 | Coupe d'Europe des lancers         | Leiria  | 3e       | 63,80 m |
| 2022 | Championnats du monde              | Eugene  | 5e       | 67,00 m |
| 2022 | Championnats d'Europe              | Munich  | 4e       | 67,12 m |
| 2024 | Coupe d'Europe des lancers         | Leiria  | 2e       | 63,08 m |

## Records
| Épreuve          | Marque  | Lieu      | Date         |
| ---------------- | ------- | --------- | ------------ |
| Lancer du disque | 67,72 m | Stockholm | 23 août 2020 |